# Ars moriendi

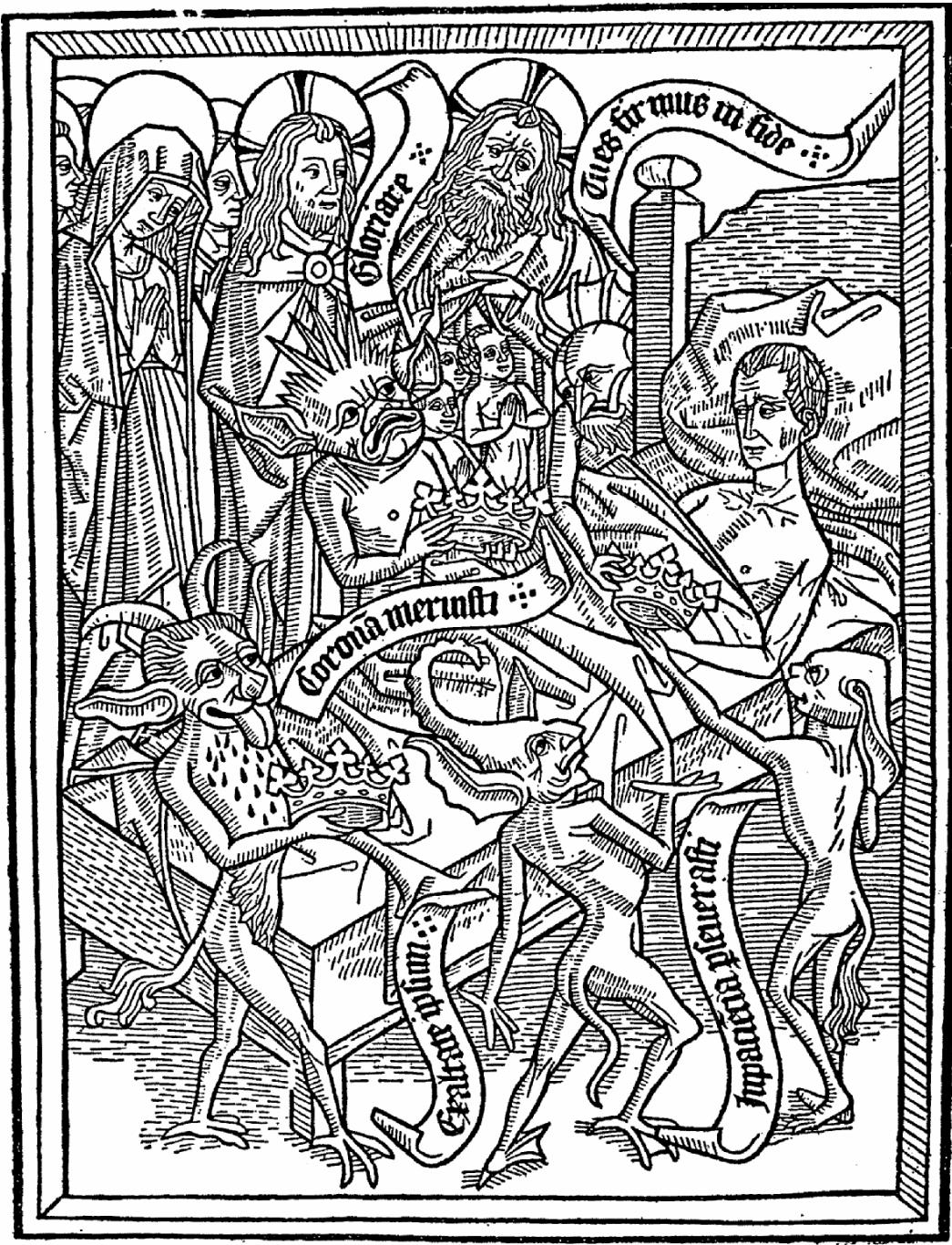
L’orgueil du mourant est l’une des cinq tentations répertoriées par l’Ars moriendi. Sur cette représentation, le démon propose une couronne au mourant, sous l’œil désapprobateur de Marie, Jésus et Dieu. Sculpture sept (4a) parmi onze, Pays-Bas, circa 1450.

L’Ars moriendi (l’art du décès, l’art de bien mourir) est le nom de deux textes latins datant respectivement de 1415 et 1450. Ils se proposent d'aider à bien mourir, selon les conceptions chrétiennes de la fin du Moyen Âge. À peine 60 ans après l’épidémie de peste noire, le climat restait au macabre. Très populaires, ces livres ont été traduits dans la plupart des langues d’Europe de l’Ouest, fondant une tradition littéraire des guides de décès et de sa bonne pratique sous forme de textes religieux rapidement imprimés, fortement diffusés. 
À l’origine il y avait une version longue et plus tard une version courte, appelée incunable xylographique, contenant onze xylographies, images plus facilement interprétables et mémorisables qui permettent de comprendre même si l’on ne sait pas lire.
Ces livres sont décomposés en six séquences qui montrent un homme à l’agonie qui est l’enjeu d’une bataille entre les anges et les démons. L’enjeu est l’âme du moribond. Le texte explique les tentations qui se présenteront, les conduites à tenir et les prières qu’il faut dire. Une bonne mort est une étape, voire un gage du salut de l’âme. L’Église apporte une réponse à cette angoisse et cette réponse est « Préparez-vous à mourir ».
On est passé aux gravures, puis des gravures aux placards. Le même thème touche alors un public de plus en plus large. Ces textes, d’abord en latin, sont traduits ensuite en langue vulgaire. L’un des foyers de diffusion des Ars moriendi a été Paris. On voit par cet exemple que les protestants ne sont pas les seuls à s’être servis de l’imprimé.
Bien que le thème de la bonne mort naisse avec l’humanité elle-même, se développe après ces guides de décès une littérature (sermons, livres de piété, manuels pour pèlerins, méthodes pédagogiques, poésies pour les enfants, images pieuses), très en vogue du XVIe au XIXe siècle, qui propose d’apprivoiser la mort en multipliant conseils et exhortations pour se préparer à cet événement ou en donnant en exemple la mort des grands personnages, récits stéréotypés mettant en scène leur agonie apaisée, consciente. 

## Version longue
La version longue, originale, appelée Tractatus (ou Speculum) artis bene moriendi, a été écrite en 1415 par un moine dominicain anonyme, vraisemblablement à la demande du concile de Constance (Allemagne, 1414–1418). Largement lu et traduit dans les langues de l’Europe de l’Ouest, il a été très populaire en Angleterre, où il a créé une tradition littéraire qui culminera au XVIIe siècle avec le Holy Living and Holy Dying,. L’Ars moriendi fut parmi les premiers livres imprimés et largement diffusés, en particulier en Allemagne.
Il est formé de six chapitres : 
1. le premier chapitre décrit les bons côtés du décès et en conclut que la mort n'est pas à craindre ;
2. le second chapitre présente les cinq tentations qui assaillent le mourant et les moyens de s’en défendre. Ces tentations sont le manque de foi, le désespoir, l’impatience, l’orgueil et l’avarice ;
3. le troisième chapitre énumère les sept questions à poser au mourant, ainsi que les consolations disponibles grâce à la rédemption que propose l’amour du Christ ;
4. le quatrième chapitre pose la vie du Christ en modèle ;
5. le cinquième chapitre s’adresse aux proches et à la famille, indiquant l’étiquette à suivre autour d’un lit de mort ;
6. le sixième chapitre renferme les prières à dire pour le mourant.

## Version courte
La version courte, produite aux Pays-Bas avec l’émergence des gravures (réalisées à partir de sculptures en négatif sur du bois), est datée aux environs de 1450. C’est essentiellement une adaptation du second chapitre (sur les tentations du mourant). Elle contient onze gravures, dont les dix premières réparties en paires, une pour chaque tentation. Chaque paire représente d’abord le démon tentant le mourant, puis sur la deuxième planche la réponse adaptée. La onzième gravure représente le mourant, victorieux de ces épreuves, accueilli au Paradis alors que le démon s’en retourne en enfer. 
Bien que la version courte ait connu autant de succès que la version longue, il n’y en pas eu de traduction anglaise.

## Sens
Si la littérature médiévale présente souvent le besoin de se préparer à la mort de quelqu’un au travers du thème du lit de mort, il faut attendre le XVe siècle pour avoir une littérature prenant le point de vue du mourant : comment bien se préparer à sa mort, quel est le sens d’une bonne mort et comment y parvenir. L’accompagnement du mourant dans ses derniers instants, la préparation au passage vers l’autre monde étaient jusqu’alors l’apanage du prêtre. Les rangs décimés par la peste noire, l’église trouve avec l’Ars moriendi une solution innovante à ses problèmes d’effectifs. Grâce à ce « guide des derniers instants », chacun peut alors accompagner son mourant en l’absence d’un prêtre, chose inconcevable avant la peste noire. 
L’Ars moriendi est un guide pour les mourants des XIVe et XVe siècles confrontés aux horreurs de la peste noire. Il sera également utilisé par une certaine population désirant se distinguer en respectant « les formes », au sein d’une société de plus en plus consciente des statuts, dans une Europe décimée, mais prospère.
On peut nuancer cependant ces propos : les volumes qui nous sont conservés sont en général de grande taille et n'ont rien des livres de dévotion, livres d'heures ou de méditation qui nourrissent une piété privée et personnelle ; ils interviennent par ailleurs au moment où l'Europe est en plein essor économique et démographique ; même si la peste continuera de façon sporadique jusqu'aux Temps Modernes, elle n'a plus le côté omniprésent qui marque la deuxième moitié du XIVe siècle. La composition de l’Ars moriendi, début XVe siècle, sa diffusion dans la deuxième moitié du siècle relèvent d'autres démarches, qui participent d'une méditation sur la mort plus que d'une préparation.